# 2018 par pays en Océanie
Les événements de l'année 2018 en Océanie. Cet article traite des événements ayant marqué les pays situés en Océanie.
2016 par pays en Océanie - 2017 par pays en Océanie - 2018 - 2019 par pays en Océanie - 2020 par pays en Océanie
2016 en Océanie - 2017 en Océanie - 2018 en Océanie - 2019 en Océanie - 2020 en Océanie

## Australie
- 4 au 15 avril : L'Australie accueille les Jeux du Commonwealth de 2018, à Gold Coast.
- 17 août : Pour empêcher la défection de dix députés d'arrière-ban de sa majorité parlementaire, le Premier ministre Malcolm Turnbull renonce à faire inscrire dans la législation l'obligation pour l'Australie, en accord avec l'Accord de Paris sur le climat, de réduire ses émissions polluantes de 26 % à l'horizon 2030[1].
- 21 août : Défié par son ministre de l'Intérieur Peter Dutton pour la direction du Parti libéral et du gouvernement, le Malcolm Turnbull conserve la confiance de sa majorité parlementaire. Peter Dutton démissionne du gouvernement[2]. Le 24 août toutefois, Malcolm Turnbull démissionne lorsque les députés libéraux demandent un nouveau vote pour la direction du parti et du gouvernement. Ils élisent Scott Morrison aux postes de chef du Parti libéral et de Premier ministre, par quarante-cinq voix contre quarante pour Peter Dutton[3].
- 27 septembre : À la suite de révélations montrant qu'il a fait limoger une journaliste et cherché à en faire limoger un autre car ils déplaisaient au gouvernement, le président de la Australian Broadcasting Corporation, Justin Milne, est contraint de démissionner[4].
- 20 octobre : Le gouvernement libéral-conservateur de Scott Morrison perd sa majorité absolue à la Chambre des représentants, en perdant l'élection partielle provoquée par la démission du député et ancien Premier ministre Malcolm Turnbull[5].
- 9 novembre : Un immigré somalien islamiste commet un attentat terroriste au couteau dans une rue de Melbourne, faisant un mort et deux blessés avant d'être abattu par la police[6].

## Îles Cook
- 14 juin : élections législatives. Le Parti des îles Cook perd sa majorité absolue des sièges, mais Henry Puna demeure Premier ministre avec l'appui de trois députés externes au parti[7].

## Kiribati
- 19 janvier : Le ferry Butiraoi se disloque en mer avec quelque quatre-vingt-dix personnes à bord. Les sept seuls survivants, à la dérive dans un canot de sauvetage, sont repêchés une semaine plus tard[8].

## Nouvelle Calédonie
- 4 novembre : Référendum d'auto-détermination. Sur la base d'une liste électorale restreinte destinée à favoriser les indépendantistes, les Néo-Calédoniens se prononcent à 56,7 % contre l'indépendance.

## Nouvelle-Zélande
- 7 janvier : Mort de Jim Anderton (né le 21 janvier 1938), figure majeure de la gauche néo-zélandaise, vice-Premier ministre de 1999 à 2002[9].

## Îles Salomon
- 5 novembre : Décès de Peter Tom (né en 1964), ministre de l'Intérieur de 2009 à 2010[10].

## Samoa
- 2 avril : Mort de Tuiloma Pule Lameko, vice-chef d'État en exercice depuis 2016[11].

## Tonga
- 13 février : Les Tonga sont frappées par le cyclone Gita, le plus puissant jamais enregistré dans l'archipel. Il détruit des bâtiments, dont les locaux de l'Assemblée législative construits au début du XXe siècle[12].

## Tuvalu

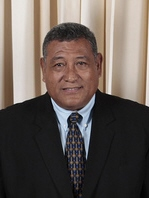
Apisai Ielemia, ancien Premier ministre des Tuvalu, mort en novembre.

- 19 novembre : Mort d'Apisai Ielemia (né le 19 août 1955), Premier ministre 2006 à 2010[13].

## Vanuatu
- 12 septembre : Une coulée de boue sur l'île de Maewo détruit trois villages, sans faire de mort[14].